# Georg Hutter
Georg Hutter (latinisiert Georgius Pilegius; * um 1472 in Ochsenfurt; † 22. Juli 1531 in Ansbach) war ein Theologe und als solcher Teil des Kanonikerstiftes St. Gumbert in Ansbach. Besondere Bedeutung erlangte Hutters Inkunabelsammlung, die heute in der Universitätsbibliothek Würzburg aufbewahrt wird.

## Leben
Georg Hutter entstammte einer Gelehrtenfamilie. Die Mutter war wohl eine geborene Horn, ihr Vater Nikolaus stiftete das nach ihm benannte Hornsche Spital im fränkischen Dettelbach. Hutters Onkel schlugen allesamt die geistliche Laufbahn ein, Kilian Horn stieg sogar zum Rektor der Universität Wien auf. Die Namen der Eltern sind nicht bekannt, gesichert ist lediglich, dass die Mutter um 1470 heiratete und von ihrer Vaterstadt Dettelbach ins etwa 17 Kilometer entfernte Ochsenfurt zog.
In der Stadt wurde um 1472 Georg geboren. Die Schullaufbahn des späteren Theologen ist unklar, eventuell besuchte er die Lateinschule in seiner Heimatstadt. Georg Hutter studierte in Leipzig Theologie, wobei er sich zu diesem Zeitpunkt bereits dazu entschieden hatte Weltgeistlicher zu werden. Bereits ab 1497 ist Hutter als Kanoniker des Gumbertstiftes in Ansbach unter Propst Heinrich von Henneberg nachgewiesen. Schnell stieg er hier zum Betreuer der umfangreichen Stiftsbibliothek auf.
Neben seiner Tätigkeit in der Bibliothek, die in wohl auch in Berührung mit den Druckern sogenannter Inkunabeln brachte, trieb Hutter auch seine Studien voran. Er promovierte 1522 an der Universität Ingolstadt schließlich zum Doktor der Theologie. Hutter hatte wohl auch Verbindungen zu humanistisch gebildeten Gelehrten seiner Zeit und etablierte neben seinem deutschen Namen auch die lateinische Variante Pilegius (von lat. pileus – „Hut“). Georg Hutter verstarb am 22. Juli 1531 in Ansbach und stiftete seinen Besitz an das Dettelbacher Spital. Die Hutergasse in der Dettelbacher Altstadt ist wohl nach dem Stifter benannt.

## Buchsammlung
Georg Hutters Bibliothek kam 1531 in das Hornsche Spital in Dettelbach, das bereits über einen eigenen Bücherbestand verfügte. Hutter übergab der Stadt 55 Wiegendrucke und Handschriften. Hutter sammelte systematisch und es gelang ihm mehrere Werke seiner Mitbrüder in Ansbach, darunter dem späteren Weihbischof Caspar Preyel, zu erwerben. Alle Werke entstammten der Zeit vor 1500, wobei die Werke aus Augsburg, Basel, Blaubeuren, Heidelberg, Nürnberg und Würzburg stammten. Daneben gelangten auch Bücher aus Lyon, Venedig und Rom nach Dettelbach.
Inhaltlich umfasste die Sammlung sowohl theologische, als auch philosophische Werke. Die Bücher waren allesamt in lateinischer Sprache verfasst. Viele Werke drehen sich um das öffentliche und kirchliche Recht. Seltener sind dagegen Wörterbücher zu finden. Unter den Autoren waren antike Autoritäten wie Aristoteles, Cato, Cicero, Tacitus, Augustinus und Thomas von Aquin, aber auch mittelalterliche Gelehrte wie Johannes Regiomontanus. Im Jahr 1717 wurden die Bücher an die Universitätsbibliothek Würzburg verkauft, wo sie sich heute noch befinden.